# Ngkeuall
Ngkeuall ist eine winzige Insel im Inselstaat Palau im Pazifischen Ozean.

## Geographie
Die Insel liegt im Kanal zwischen Peleliu und Ngedbus Nur schmale Kanäle trennen sie von der nördlichen Nachbarin.